# Oum Lahyad
Oum Lahyad este o comună din departamentul Aïoun El Atrouss, Regiunea Hodh El Gharbi, Mauritania, cu o populație de 7.139 locuitori.